# Angelo Scola
Angelo Scola (sinh 1941) là một hồng y người Italia của Giáo hội Công giáo Rôma. Ông từng đảm nhận các chức vụ quan trọng trong Giáo triều Rôma như: Thượng phụ thành Venice và Tổng giám mục chính tòa Tổng giáo phận Milan (2011–2017).
Ông có hai bằng Tiến sĩ về Thần học và Triết học. Hồng y Scola đã từng theo học tại đại học châu Mỹ: tại Washington, DC, Hoa Kỳ. Ngoài tiếng Ý là tiếng mẹ đẻ, ông còn có thể nói tiếng Anh lưu loát và nhiều ngôn ngữ khác.

## Tiểu sử
Hồng y Scola sinh ngày 7 tháng 11 năm 1941 tại Malgrate, Milan, Italia. Sau khi tốt nghiệp chủng viện, ông được thụ phong linh mục ngày 18 tháng 7 năm 1970. Vị linh mục trẻ tham gia phong trào Hiệp thông và Giải phóng trước khi trở thành phụ tá nghiên cứu về Triết học và Giáo sư phụ giảng về Thần học Luân lý tại Đại Học Fribourg. Năm 1982, ông được bổ nhiệm làm Giáo sư Thần học Nhân văn tại Viện Nghiên cứu Gioan Phaolô II về Hôn nhân và Gia đình. Ngoài ra, ông còn là Giáo sư Kitô học tại Đại học Giáo hoàng Latêranô.
Ngày 20 tháng 7 năm 1991, Tòa Thánh công bố việc bổ nhiệm linh mục Angelo Scola làm Giám mục chính tòa Giáo phận Grosseto. Tân giám mục được tấn phong ngày 21 tháng 9 sau đó, bởi Hồng y Bernardin Gantin, Chủ tịch Thánh bộ Giám mục và hai vị phụ phong là Adelmo Tacconi, Nguyên Giám mục chính tòa Giáo phận Grosseto và Giám mục Abele Conigli, Nguyên Giám mục chính tòa Giáo phận Teramo-Atri. Tân giám mục chọn khẩu hiệu là "Sufficit gratia tua".
Ngày 15 tháng 7 năm 1995, Giáo hoàng Gioan Phaolô II bổ nhiệm ông làm Viện trưởng Đại học Giáo hoàng Latêranô và chủ tịch Viện Nghiên cứu Gioan Phaolô II về Hôn nhân và Gia đình. Vì vậy, ông từ chức Giám mục Grosseto sau đó vào ngày 14 tháng 9.
Ngày 5 tháng 1 năm 2002, Giáo hoàng quyết định bổ nhiệm Tổng giám mục Scola làm Thượng phụ Thành Venice. Nơi đây trong thế kỉ 20, là xuất thân của ba giáo hoàng: Thánh Giáo hoàng Piô X, Thánh Giáo hoàng Gioan XXIII, và Giáo hoàng Gioan Phaolô I.
Ngày 9 tháng 4 năm 2002, ông được bầu làm Chủ tịch Hội đồng Giám mục miền Triveneta, Italia.
Ngày 21 tháng 10 năm 2003, Giáo hoàng Gioan Phaolô II vinh thăng cho ông tước vị Hồng y Nhà thờ Mười Hai Thánh Tông Đồ. Ngày 28 tháng 6 năm 2011 Giáo hoàng Biển Đức XVI đã bổ nhiệm Hồng y Scola làm Tổng giám mục Tổng giáo phận Milan.
Trong giáo triều Rôma, Hồng y Angelo Scola là thành viên của Bộ Giáo sĩ, Hội đồng Tòa Thánh đặc trách về Gia đình và Hội đồng Tòa Thánh đặc trách về Giáo dân. Hồng y Scola nổi tiếng với chương trình Oasis được đưa ra vào năm 2004 tại Venice, để khuyến khích tìm hiểu và đối thoại giữa phương Tây với phương Đông mà chủ yếu là Hồi giáo.
Trong Mật nghị Hồng y 2013, Hồng y Scola là một papabile. Theo báo La Repubblica, Scola nhận được 35 phiếu trong vòng bỏ phiếu đầu tiên, dẫn xa so với Hồng y Jorge Mario Bergoglio, người có 20 phiếu và Hồng y Marc Ouellet, người nhận được 15 phiếu.
Hồng y Scola từ nhiệm chức Tổng giám mục Milan ngày 7 tháng 7 năm 2017.